# برولي
شخصية خيالية في انمي دراغون بول
و هو السوبر سايان الأسطوري. ظهر في 4 أفلام لدراغون بول.

## من هو برولي
هو أقوى شخصية في دراغون بول زد وضمن أقوى شخصيات دراغون بول سوبر ويُعتبر السايان الأقوى وهو السايان الأسطوري كما ذُكر في عنوان الفيلم الأول وبرولي سايان مثل غوكو وفيجيتا. والده باراغوس. ولد على كوكب فيجيتا في مثل اليوم الذي ولد فيه غوكو. برولي عند ولادته امتلك طاقة تصل إلى 10,000، بينما غوكو كانت طاقته 2 فقط. وعندما علم الملك فيجيتا بهذا الأمر، قرر قتل برولي لأنه أراد أن يكون أمير السايان الأقوى ولأنه سيكون خطر عليه ولكنه أخبر السيانز بأنه خطر عليهم فقط وفعلا قام بقتل برولي بعد أن قتل والده. وعند انفجار كوكب فيجيتا استيقظ برولي وبدأ بالبكاء والطيران مع والده إلى كوكب آخر بعد أن لفه بكرة الطاقة تستطيع أن تشاهد الأحداث في أول فيلم لبرولي.
يستطيع برولي التحول إلى سوبر سايان عادي والسوبر سايان الاسطوري

## مميزاته وتصرفاته
الصفة الغالبة علي برولي هي العصبية الشديدة والزائدة
وغالبا لا يضحك ابدا الا إذا كانت ضحكة خبيثة جدا
وكان برولي وحيدا ليس له صديق الا والده
وكان شديد الحقد على كاكاروت جدا والدليل علي ذلك انه إذا تذكر صورة كاكاروت
تحول الي مستوي أعلى من المستوي الذ فيه
تزداد قوة برولي عندما يغضب وتصبح قوة خيالية ومبالغة.
قوة برولي عند ولادته تعادل قوة غوكو وبجيتا عند أول ظهور لبيجيتا عنما كان يقاتل غوكو. وهذا يدل على أنه عندما كان صغيرا كان يستطيع أن يقتل غوكو وبيجيتا
هادى الطباع.

## حياة برولي
عندما رجع فيجيتا كان برولي صغيرا جدا وعندما عرف ان برولي هو السيان الأسطوري
قام بقتل والده وحتى لا يهزمه برولي عندما يكبر، عند انفجار كوكب فيجيتا لم يمت برولي ولا والده والسبب هو:
قام برولي بعمل فقاعات من الطاقة وقام بنشرها على نفسه ولوالده
ونسبة لقوة هذه الفقاعات وقوة برولي لم يمت الاثنين.
كان برولي مولعا بتدمير الكواكب مهما كان كبرها ولكنه توقف عن ذلك، عندما تفجر كوكب فيجيتا
رحل برولي ووالده إلى كوكب آخر ووجدوا فيه كائنات فضائية وذكية لكن والد برولي قام باسر رئيسهم
وامرهم بصنع جهاز للتحكم في برولي وتصرفاته العنيفة.
وهذا الجهاز موضوع في رأس برولي واما جهاز التحكم يوجد عند والده بارغوس.
عندما وصل برولي الي الأرض كان بإمكانه القضاء على كل عائلة غوكو في الأرض
لكنه سوف يستخدم كل قوته التي تؤدي الي تدمير نفسه أيضا.
لا يستطيع برولي التحول إلى السوبر سيان الرابع وهذا لان ذلك ينتج قوة هائلة تؤدي الي تدمير الكون باكمله
وتبلغ قوة برولي عند التحول الثالث 200 مليون وهذه طاقة هائلة جدا.
قام والد برولي بقص ذيله لانه إذا شاهد القمر سوف يتحول الي أوزارو وهو الغوريلا وسوف تزيد قوته
الآلاف المرات وهذا ما يؤدي الي تدمير الكون وتدمير نفسه أيضا.

## برولي في دراغون بول زد
عندما كان برولي يهاجم جوكو، فقد بارغوس السيطرة على قوة برولي، وتحول برولي إلى اولترا سوبر سايان واصبح ضخم الجثة وبغير سابقة انذار هاجم كلا من جوكو وجوهان وترنكس وبيكولو وبرغم محاولاتهم الفاشلة في ردعه إلا أنه كان لا يقهر وكان في غاية السعادة بتحطيمهم جميعا وكانت ضحكته الخبيثة لا تفارق وجهه ومن ثم أراد رفع طاقته فقام بتجميع الطاقة فوق المدينة ثم أطلق من خلاله مجموعة من الكرات المتفجرة عاثت في المدينة فسادا وقام جوكو بعمل ضربة كاميهاميها ولم يتاثر برولي
بذلك وخرج من الدخان وهو يضحك من شدة ضعف جوكو وقام برولي برفع جوكو من رأسه ومن بعد هزيمة كل السايان على يد برولي حاول غوكو ردعه وبالفعل عندما اعطاه فيجيتا وترانكس وجوهان وبيكولو طاقتهم إليه تمكن من توجيه ضربة قاضية إلى برولي فجرت بطنه وسقط برولي في القطب الشمالي للارض وتجمد. استيقظ برولي بعد 7 سنين على الأرض وقام بمواجهته غوتين وترانكس في البداية ومن ثم غوهان وتم هزيمة برولي بعدما أطلق عليه غوهان غوكو وغوتين كاميهاميها. لاحقا يتم صنع وحش من جينات برولي ويتم مواجهته من قبل غوتين وترانكس واندرويد 18.

## برولي في دراغون بول سوبر
أصبح برولي شخصية رئيسة في انيمي دراغون بول سوبر بعدما اراد الكاتب ارجاعه في السلسلة وتم جعل فيلم دراغون بول سوبر باسمه، دراغون بول سوبر : برولي، وبتعديل على تفاصيل الشخصية أكثر من تفاصيل شخصيته القديمة من افلام الزد، تم تصميم تحولات برولي حيث ان التحول الأول هو تحول الايكاري أو الغضب (باليابانية:Ikari) هذا التحول يسيطر فيه برولي على قوة السايان الغوريلا في شكله العادي من دون استعمال الاوزارو البطيئة الحركة، يشابه هذا التحول سوبر سايان 4 الذي من دراغون بول جي تي لكنه من دون فرو على الجسد ومن دون ذيل، وتم اعطاء شكل مميز لبرولي سوبر سايان حيث انه وصل للسوبر سايان بعد دهشته وحزنه على مقتل والده باراجوس، برولي في هذا التحول يمتلك قوة مرعبة وخرافية جدا حيث يشابه تحول ترانكس سوبر سايان غاضب من حيث اختفاء بؤبؤ العين وتكون هالة السوبر سايان لديه خضراء، والتحول الثالث لبرولي الذي لم يكن فكرة للكاتب اكيرا تورياما وهو سوبر سايان القوة الكاملة الذي كان لدى برولي القديم بأسم سوبر سايان الاسطوري، لكن كفكرة من رسام الفيلم الجديد ناوهيرو شينتاني اراد من اكيرا جعل هذا التحول باسم القوة الكاملة لكي يتناسب المصطلح مع جسده الضخم والعملاق، برولي في هذا الفيلم أكثر تعاطفا من برولي السابق وهو يمتلك صديق اسمه باه صادقه منذ طفولته لكن باراغوس والد برولي أطلق النار على اذنه فغضب باه وابتعد من برولي ولم يكن صديقا له، حزن برولي عليه لذا ارتدى اذنه على خصره ليتذكره دائما.